# 長内正樹
長内 正樹（おさない まさき、12月22日生まれ）は、日本の舞台俳優・振付家。
神奈川県出身。身長174cm、B90・W90・H90・足のサイズ26.5cm。
LEAP DANCE CONNECTIONにインストラクターとして所属。
1996年から2年間ニューヨークにダンス留学。帰国後、テーマパークや劇団四季などでの活動を経て現在はミュージカルを中心に活躍中。また振付、ダンス講師としても活動中。

## 出演作品

### 舞台
- VIVA LATINO
- Foot Loose（2001年・2002年）
- ミュージカル テニスの王子様（2003年）
- PURE LOVE（2003年）
- WEST SIDE STORY（2004年・2005年）
- RHYTHM RHYTHM RHYTHM（2004年）
- Doki Doki Night（2004年）
- FAME（2005年・2006年）
- 愛・地球博2005 TOYOTAパビリオン（2005年）
- Sweet Charity（2006年）
- 堂本光一主演ミュージカル「Endless SHOCK」（2006年）